# Gare de Soga
La gare de Soga (蘇我駅, Soga-eki) est une gare ferroviaire de la ville de Chiba, dans la préfecture éponyme au Japon. Elle est exploitée par la compagnie JR East.

## Situation ferroviaire
La gare de Soga est située au point kilométrique (PK) 3,8 de la ligne Sotobō. Elle marque le début de la ligne Uchibō et la fin de la ligne Keiyō. Elle marque également le début de la ligne Rinkai de la compagnie Keiyō Rinkai Railway, utilisée uniquement par les trains de fret.

## Histoire
La gare a été inaugurée le 20 janvier 1896.

## Service des voyageurs

Plan des voies

### Accueil
La gare dispose d'un bâtiment voyageurs, avec guichets, ouvert tous les jours.

### Desserte
- Ligne Uchibō :
  - voies 1 et 2 : direction Chiba (interconnexion avec la ligne Sōbu pour Tokyo)
  - voies 5 et 6 : direction Goi, Kisarazu, Tateyama et Awa-Kamogawa
- Ligne Sotobō :
  - voies 1 et 2 : direction Chiba (interconnexion avec la ligne Sōbu pour Tokyo)
  - voies 5 et 6 : direction Ōami (interconnexion avec la ligne Tōgane pour Narutō), Katsuura et Awa-Kamogawa
- Ligne Keiyō :
  - voies 2 à 4 : direction Minami-Funabashi et Tokyo